# Estado 51

Posible bandera con 51 estrellas.

El Estado 51 (51st state en inglés), en el discurso político de Estados Unidos, es una frase que se refiere a las áreas que, ya sea de forma seria o irónicamente, son consideradas como candidatas para ser incluidas dentro de los 50 Estados que ya son parte de los Estados Unidos. Antes de 1959, cuando Alaska y Hawái, se unieron a los EE. UU., el término «el estado número 49» empezó a ser utilizado. Por lo general, la posibilidad de que Puerto Rico se convierta en el estado 51 se ha discutido como uno de los resultados de una serie de propuestas de referendos, destinados a decidir un cambio a la organización política de esa isla.
La expresión «estado 51», cuando se utiliza en un sentido negativo, puede hacer referencia a los estados independientes que están, o que se percibe que están sujetos a la influencia excesiva o al control de los Estados Unidos. En varios países alrededor del mundo, las personas que creen que su cultura local o nacional se ha vuelto demasiado americanizada (o agringada) a veces usan el término «estado 51», en referencia crítica a sus respectivos países. El término 51 stater se refiere a los residentes no estadounidenses que emulan los gestos y la cultura de un estadounidense, o un político estadounidense que no es partidario de los Estados Unidos, especialmente su política exterior.

## Requisitos legales
El Artículo IV, Sección 3, Cláusula 1 de la Constitución de los Estados Unidos autoriza al Congreso a admitir nuevos estados (más allá de los trece que ya existían en el momento en que la Constitución entró en vigor en el año 1788). Históricamente, la mayoría de los nuevos estados creados por el Congreso se establecieron a partir de un territorio incorporado organizado, creado y gobernado por el Congreso. En algunos casos, un territorio entero se convirtió en estado; en otros, una parte de un territorio se convirtió en estado. Según lo definido en el Comité de Asuntos Interiores e Insulares del Senado de los Estados Unidos de 1953, los requisitos tradicionalmente aceptados para la estadidad son:
- Los habitantes del nuevo estado propuesto están imbuidos y simpatizan con los principios de la democracia tal como se ejemplifican en la Constitución estadounidense.
- La mayoría del electorado desea la estadidad.
- El nuevo estado propuesto tiene suficiente población y recursos para apoyar al gobierno estatal y cubrir su parte del costo del gobierno federal.[2]

Se requiere una mayoría simple en cada Cámara del Congreso para aprobar legislación sobre la estadidad; sin embargo, en el Senado de los Estados Unidos, el obstruccionismo requiere 60 votos para invocar la clausura. Algunas organizaciones que defienden la estadidad han pedido enmendar o abolir el obstruccionismo como camino para lograr la estadidad. Al igual que con otras leyes, el presidente puede firmar o vetar proyectos de ley sobre la estadidad que se aprueben, y el Congreso tiene el poder de anular un veto con una mayoría de dos tercios.

## Bandera
Si se admitiera un nuevo estado de los Estados Unidos, se requeriría un nuevo diseño de la bandera para acomodar una estrella adicional para el estado 51. Sin embargo, según el Instituto de Heráldica del Ejército, una bandera estadounidense existente nunca queda obsoleta. En el caso de que se agregue un nuevo estado y se apruebe una bandera de 51 estrellas, cualquier bandera estadounidense previamente aprobada (como la actual bandera de 50 estrellas) podrá continuar usándose y exhibiéndose hasta que ya no esté en servicio.

## Casos particulares

### Puerto Rico
El movimiento estadista puertorriqueño se refiere a las diferentes iniciativas en la extensa historia del archipiélago de Puerto Rico que buscan su plena integración como un estado a la Unión de Estados de los Estados Unidos de América. El movimiento no se restringe a un particular grupo u organización, empero la organización política que más se ha destacado en la Era del Estado Libre Asociado ha sido el Partido Nuevo Progresista (PNP). Desde la oposición y el oficialismo, el PNP ha promovido piezas legislativas tanto en la Cámara de Representantes de Puerto Rico como en el Congreso de los Estados Unidos para someter a escrutinio popular, mediante plebiscitos, la determinación democrática de los residentes del territorio de Puerto Rico. El plebiscito más reciente en el 2012 arrojó que un 61.16% de los votantes en la segunda pregunta apoyaba la admisión de Puerto Rico a los Estados Unidos como un estado de la unión.

### Guam
Guam es un territorio no incorporado y organizado de los Estados Unidos de América. Situada en el Océano Pacífico occidental, Guam es uno de los cinco territorios estadounidenses con un gobierno civil.
En la década de 1980 y principios de la de 1990, hubo un movimiento significativo a favor de que Guam se convirtiera en una mancomunidad, lo que le daría un nivel de autogobierno similar al de Puerto Rico y las Islas Marianas del Norte. Sin embargo, el gobierno federal rechazó la versión de Commonwealth que propuso el gobierno de Guam, porque sus cláusulas eran incompatibles con la Cláusula Territorial (Art. IV, Sec. 3, cl. 2) de la Constitución. Otros movimientos abogan por la condición de Estado estadounidense para Guam, la unión con el estado de Hawaii, o la unión con las Islas Marianas del Norte como un territorio único, o la independencia.
En un plebiscito de 1982, los votantes indicaron interés en buscar el estatus de Estado Libre Asociado. La isla ha estado considerando otro plebiscito no vinculante sobre descolonización desde 1998. El gobernador Eddie Baza Calvo tenía la intención de incluir uno durante las elecciones de noviembre de 2016 en la isla, pero se retrasó nuevamente.

## En la cultura popular
- En el cómic y la serie de televisión Watchmen, se retrata una línea de tiempo alternativa en la que Vietnam se ha convertido en un estado de Estados Unidos después de una victoria estadounidense en la Guerra de Vietnam.
- El audiodrama de Doctor Who Big Finish Productions Minuet in Hell, ambientado en un 2003 imaginario, describe la adhesión de un estado número cincuenta y uno a la unión llamada Malebolgia. La trama se centra en la campaña para convertirse en el primer gobernador del estado. El brigadier (Nicholas Courtney) es enviado a observar como representante de la ONU.
- El libro Tino y la Tierra Cancelada aborda desde un ángulo de ciencia ficción un mundo que canceló a los Estados Unidos luego de que "un presidente" anexara la Luna como el estado 51.  Según la historia, para el año 2159, nadie sabe que alguna vez existió un país entre Canadá y México y todos creen que Canadá es la isla más grande del planeta. [7]